# Госейнабад (Ерак)
Госейнабад (перс. حسين اباد) — село в Ірані, у дегестані Маасуміє, у Центральному бахші, шахрестані Ерак остану Марказі. За даними перепису 2006 року, його населення становило 176 осіб, що проживали у складі 47 сімей.

## Клімат
Середня річна температура становить 10,94 °C, середня максимальна – 29,58 °C, а середня мінімальна – -10,28 °C. Середня річна кількість опадів – 249 мм.
| Клімат поселення                              | Клімат поселення | Клімат поселення | Клімат поселення | Клімат поселення | Клімат поселення | Клімат поселення | Клімат поселення | Клімат поселення | Клімат поселення | Клімат поселення | Клімат поселення | Клімат поселення | Клімат поселення |
| Показник                                      | Січ.             | Лют.             | Бер.             | Квіт.            | Трав.            | Черв.            | Лип.             | Серп.            | Вер.             | Жовт.            | Лист.            | Груд.            |                  |
| Середній максимум, °C                         | 5,17             | 6,78             | 10,63            | 17,25            | 22,54            | 28,19            | 29,58            | 29,26            | 24,57            | 18,18            | 11,42            | 6,05             |                  |
| Середня температура, °C                       | −2,54            | −0,94            | 2,92             | 9,53             | 14,80            | 20,46            | 24,26            | 23,92            | 19,26            | 12,86            | 6,10             | 0,73             |                  |
| Середній мінімум, °C                          | −10,28           | −8,66            | −4,81            | 1,82             | 7,09             | 12,75            | 18,92            | 18,60            | 13,92            | 7,53             | 0,78             | −4,6             |                  |
| Норма опадів, мм                              | 36               | 37               | 46               | 33               | 26               | 4                | 1                | 1                | 0                | 8                | 23               | 34               |                  |
| Середньомісячна швидкість вітру, м/с          | 1.62             | 2.14             | 2.50             | 2.92             | 2.44             | 2.26             | 2.40             | 2.09             | 2.04             | 2.06             | 1.82             | 1.29             |                  |
| Середньомісячна сонячна радіація, кДж/м²·день | 9389             | 12596            | 15289            | 18493            | 22504            | 26901            | 26055            | 24303            | 21380            | 15883            | 11200            | 9211             |                  |
| --------------------------------------------- | ---------------- | ---------------- | ---------------- | ---------------- | ---------------- | ---------------- | ---------------- | ---------------- | ---------------- | ---------------- | ---------------- | ---------------- | ---------------- |
| Джерело:                                      |                  |                  |                  |                  |                  |                  |                  |                  |                  |                  |                  |                  |                  |